# 4 Dywizja Pancerna (III Rzesza)

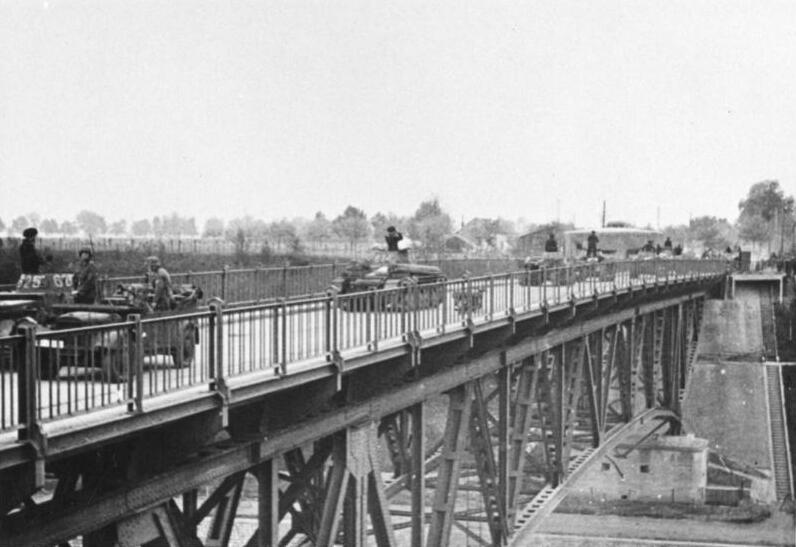
Przeprawa 4 Dywizji Pancernej przez Kanał Alberta (Belgia, 11 maja 1940)

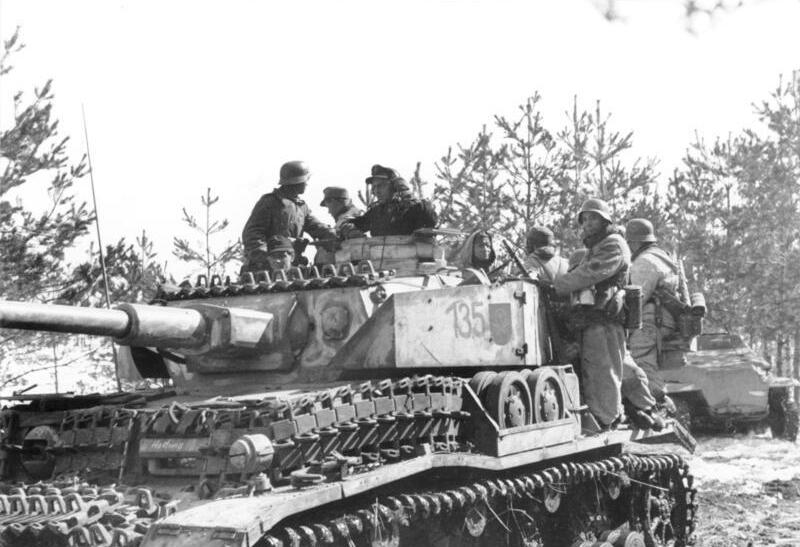
Czołg PzKpfw IV z 4 Dywizji Pancernej (Związek Radziecki, 1944)

4 Dywizja Pancerna (niem. 4. Panzer-Division) – niemiecka dywizja pancerna z okresu II wojny światowej, uczestniczyła w agresji na Polskę i Francję oraz w ataku na Związek Radziecki.

## Historia
Dywizja została sformowana na podstawie rozkazu z 10 października 1938 w Würzburgu, w koszarach przeniesionej do Wiednia 2 Dywizji Pancernej. 
W 1939 roku wzięła udział w agresji na Polskę w składzie XVI Korpusu 10 Armii, w trakcie walk brała udział w bitwie pod Mokrą, gdzie starła się w dniach od 1 do 2 września z oddziałami Wołyńskiej Brygady Kawalerii. Od 4 września szturmowała pozycje obronne 2 PPLeg. w Górach Borowskich, a 6 września atakowała pozycje 13 DP pod Tomaszowem Mazowieckim i po przełamaniu obrony polskiej ruszyła w stronę Warszawy. 8 i 9 września przeprowadziła dwa nieudane szturmy na stolicę. Wycofana następnie na zachód, wzięła udział w niemieckim kontrataku podczas bitwy nad Bzurą. 
Żołnierze 4 Dywizji Pancernej zamordowali po torturach jednego z dwóch jeńców polskich wziętych do niewoli pod Radomskiem. Obcięli mu język, uszy i nos. Są oskarżani również o dokonanie zbrodni wojennej w Śladowie 18 września 1939, gdzie zastrzelili i utopili w Wiśle około 300 ludzi, a także mordu w Mszczonowie, gdzie 8 września zabili 8 jeńców wojennych. 
W okresie 1–25 września 1939 r. 4.DPanc poniosła największe (obok 1 Dywizji Lekkiej) straty spośród niemieckich dywizji – 94 czołgi utracone, uszkodzone lub zepsute (46 czołgów PzKpfw I, 33 PzKpfw II, 6 PzKpfw IV i 9 czołgów dowodzenia), lecz straty bezpowrotne były niższe.
W grudniu 1939 roku została włączona w skład 6 Armii i przeniesiona na Zachód. W składzie tej armii wzięła udział w walkach w trakcie inwazji na Francję, walcząc na terenie Flandrii. Po zakończeniu walk stacjonowała w okupowanej Francji do grudnia 1940 roku. W tym czasie przeszła reorganizację, a z jej składu wyłączono 36 pułk pancerny, z którego później utworzono 14 Dywizję Pancerną. 
W 1941 roku przeniesiona została do Prus Wschodnich i włączona w skład 2 Grupy Pancernej Grupy Armii Środek. W składzie tej armii dywizja (posiadająca 22 czerwca 1941 169 czołgów) uczestniczyła w agresji na ZSRR. Na przełomie 1941 i 1942 roku brała udział w walkach pod Moskwą. W lipcu 1943 roku uczestniczyła w bitwie na łuku kurskim, a następnie pod Homlem. 
W sierpniu 1944 została przerzucona na Łotwę i włączona w skład Grupy Armii Północ. W walkach na terenie Łotwy brała udział do stycznia 1945 roku, kiedy to została przerzucona na Pomorze i włączona w skład Grupy Armii Wisła. 
W styczniu 1945 roku została skoncentrowana w rejonie Grudziądza, a następnie wycofała się w walkach w rejon Gdańska, gdzie jej resztki skapitulowały 9 maja 1945 roku przed Armią Czerwoną.

## Dowództwo dywizji
Dowódcy dywizji
- gen. por/gen. mjr Georg-Hans Reinhardt (1938 – 1940)
- gen. mjr Ludwig Ritter von Radlmeier (1940)
- płk Johann Joachim Stever (1940)
- gen. por. Hans Freiherr von Boineburg-Lengsfeld (1940)
- gen. mjr Willibald Freiherr von Langermann und Erlencamp (1940 – 1941)
- gen. por. Dietrich von Saucken (1941 – 1942)
- płk/gen. mjr Heinrich Eberbach (1942)
- gen. por. Dietrich von Saucken (1942 – 1944)
- płk Clemens Betzel (1944 – 1945)
- płk Ernst Hoffmann (1945)

## Struktura organizacyjna
Skład w 1939:
- 5 Brygada Pancerna (5.Panzer-Brigade)
  - 35 pułk pancerny (Panzer-Regiment 35)
  - 36 pułk pancerny (Panzer-Regiment 36)
- 4 Brygada Strzelców (4.Schützen-Brigade)
  - 12 pułk strzelców (Schützen-Regiment 12)
  - 4 batalion motocyklowy (Kradschützen-Abteilung 4)
- 103 pułk artylerii (Artillerie-Regiment 103)
- 7 batalion rozpoznawczy (Aufklärungs-Abteilung 7)
- 49 batalion przeciwpancerny (Panzerabwehr-Bataillon 49)
- 79 batalion pionierów (Pionier-Bataillon 79)
- 79 kompania łączności (Nachrichten-Abteilung 79)

1 września 1939 r. dywizja posiadała sprzęt pancerny:
- 35 pułk pancerny: 99 PzKpfw I, 64 PzKpfw II, 6 PzKpfw IV, 8 czołgów dowodzenia
- 36 pułk pancerny: 84 PzKpfw I, 66 PzKpfw II, 6 PzKpfw IV, 8 czołgów dowodzenia[8].

Łącznie w tym czasie dywizja posiadała 425 pojazdów pancernych, (w tym 90 sam.panc.), 1321 sam. ciężarowych, 466 sam. osobowych, 916 motocykli, 24 lekkie haubice polowe, 10 dział piechoty, 33 dz.ppanc 37 mm, 12 nkm.plot 20 mm, 21 lekkich i 12 ciężkich granatników, 28 ckm, 740 lkm oraz 6161 karabinów, 433 pistoletów maszynowych i 3838 pistoletów. Dywizja liczyła łącznie 10 286 ludzi w tym 351 oficerów, 1762 podoficerów, 8062 szeregowych i 111 urzędników.
10 maja 1940 r. dywizja posiadała sprzęt pancerny:
- 35 pułk pancerny: 69 PzKpfw I, 50 PzKpfw II, 20  PzKpfw III, 12 PzKpfw IV, 5 czołgów dowodzenia
- 36 pułk pancerny: 66 PzKpfw I, 55 PzKpfw II, 20 PzKpfw III, 12 PzKpfw IV, 5 czołgów dowodzenia[10].

22 czerwca 1941 r. dywizja posiadała sprzęt pancerny:
- 35 pułk pancerny: 44 PzKpfw II, 31 PzKpfw III z działem 3,7cm, 74 PzKpfw III z działem 5 cm, 20 PzKpfw IV, 8 czołgów dowodzenia[11].

Skład w 1943:
- 35 pułk pancerny (Panzer-Regiment 35)
- 12 pułk grenadierów pancernych (Panzergrenadier-Regiment 12)
- 33 pułk grenadierów pancernych (Panzergrenadier-Regiment 33)
- 103 pułk artylerii (103.Artillerie-Regiment)
- 49 dywizjon niszczycieli czołgów (Panzerjäger-Abteilung 49)
- 79 pancerny batalion pionierów (Panzer-Pionier-Bataillon 79)
- 79 pancerny batalion łączności (Panzer-Nachrichten-Abteilung 79)
- 290 dywizjon artylerii przeciwlotniczej (Heeres-Flak-Abteilung 290)